# اللغة الإيبيرية
اللغة الإيبيرية هي لغة شعب حددته المصادر اليونانية والرومانية التي عاشت في المناطق الشرقية والجنوبية والشرقية من شبه الجزيرة الإيبيرية. عاش الأيبيريون القدامى في ثقافة غامضة نوعًا ما بين القرن السابع والقرن الأول قبل الميلاد. اللغة الإيبيرية، مثل جميع اللغات الأخرى باليوهيسبانيك باستثناء الباسك انقرضت بين القرن 1 إلى 2 بعد أن تم استبدالها باللاتينية تدريجيًا. لم يتم تصنيف الايبيرية حيث تم تحليل الكتابات وما زالت اللغة غير معروفة إلى حد كبير. اقترحت للايبيرية روابط مع لغات أخرى خاصةً لغة الباسك تستند إلى حد كبير على القرب بين الاثنين ولكن لم يتم إثباتها بشكل واضح ويبقى الاختلاف.